# 은혜고등학교
은혜고등학교(恩惠高等學校)은 대한민국 경기도 평택시 장안동에 있는 사립 고등학교이다.

## 학교 연혁
- 1968년 4월 4일 : 송신고등공민학교 설립 인가, 설립자 이무용 목사
- 1970년 8월 10일 : 학교법인 은혜학원 설립 인가, 설립자 이무용 목사
- 1974년 1월 5일 : 은혜여자상업고등학교 설립 인가, 학년당 2학급
- 1974년 3월 2일 : 초대 구백서 교장 취임
- 1983년 6월 22일 : 은혜여자종합고등학교 설립 변경 인가
- 1983년 6월 22일 : 학과개편 학년당 주간상업과 4학급, 주간보통과 2학급, 야간상업과 2학급
- 1994년 9월 28일 : 학교 신축교사로 이전(평택시 서정동 산31번지에서 장안동 산46번지로)
- 2002년 6월 24일 : 성신관 1층 완공
- 2003년 3월 31일 : 특별교실(6실), 컴퓨터실 실습실(1실) 증축. 성신관 2층 완공
- 2004년 4월 6일 : 천연 잔디 6레인 우레탄 운동장 준공
- 2004년 10월 11일 : 교명변경(은혜여자종합고등학교 ⇒ 은혜고등학교)
- 2004년 12월 11일 : 성신관 3층 완공
- 2007년 5월 4일 : 웰빙센터 준공
- 2012년 10월 5일 : 로뎀나무 도서관 리모델링 개관
- 2013년 10월 25일 : 인조잔디구장 준공
- 2015년 10월 7일 : 다목적체육관 로뎀관 준공
- 2016년 5월 25일 : 학교법인 은혜학원 최옥선 이사장 취임
- 2018년 7월 9일 : 학과개편 학년당 보통과 6학급, 스마트경영과 4학급
- 2023년 9월 1일 : 제14대 최종환 교장 취임
- 2024년 1월 8일 : 제48회 214명 졸업 (졸업생 누계 16,294명)
- 2024년 3월 4일 : 보통과 30개 학급 교육과정체제 완성, 신입생 330명 입학

## 설치 학과
- 7차일반
- 스마트경영과

## 참고 자료
- 은혜고등학교 - 한국교육학술정보원 학교알리미